# Jodi Lynn Anderson
Œuvres principales
- Série Peau de pêche
- Série Les Treize Sorcières

Jodi Lynn Anderson, née dans le New Jersey, est une écrivaine américaine de fiction pour la jeunesse, de fantasy et de science-fiction, qui vit dans l'État de Géorgie, où se déroule l'action de plusieurs de ses romans.
Elle est notamment l'auteure de la série à succès Peau de pêche (Peaches en anglais).

## Œuvres

### SérieMay Bird
1. (en) The Ever After, 2005
2. (en) Among the Stars, 2006
3. (en) Warrior Princess, 2007

### SériePeau de pêche
1. Peau de pêche[2], Albin Michel Jeunesse, coll. « Wiz », 2006 ((en) Peaches, 2005), trad. Claudine Richetin, 363 p.  (ISBN 2-226-17013-8)
2. Secrets de Pêches, Albin Michel Jeunesse, coll. « Wiz », 2007 ((en) The Secrets of Peaches, 2006), trad. Claudine Richetin, 379 p.  (ISBN 978-2-226-17788-9)
3. Un amour de pêche, Albin Michel Jeunesse, coll. « Wiz », 2010 ((en) Love and Peaches, 2008), trad. Claudine Richetin, 292 p.  (ISBN 978-2-226-20866-8)

### SérieLes Treize Sorcières
1. La Voleuse de mémoire, Nathan, 2023 ((en) The Memory Thief, 2021), trad. Anne Guitton, 336 p.  (ISBN 978-2-09-249737-1)
2. La Mer de l'Éternité, Nathan, 2023 ((en) The Sea of Always, 2022), trad. Anne Guitton, 336 p.  (ISBN 978-2-09-249739-5)
3. Le Palais des rêves, Nathan, 2024 ((en) The Palace of Dreams, 2023), trad. Anne Guitton, 384 p.  (ISBN 978-2-09-249741-8)À paraître 1er février 2024

### Romans indépendants
- (en) Loser/Queen, 2010
- (en) Tiger Lily, 2012
- (en) The Vanishing Season, 2014
- (en) The Moment Collector, 2014
- (en) My Diary from the Edge of the World, 2015
- (en) Midnight at the Electric, 2017